# Чинтано
Чинтано (итал. Cintano) је насеље у Италији у округу Торино, региону Пијемонт.
Према процени из 2011. у насељу је живело 122 становника. Насеље се налази на надморској висини од 649 м.

## Становништво
Према резултатима пописа становништва 2011. у општини је живело 261 становника.
| 1936. | 1951. | 1961. | 1971. | 1981. | 1991. | 2001. | 2011. |
| ----- | ----- | ----- | ----- | ----- | ----- | ----- | ----- |
| 459   | 323   | 283   | 260   | 234   | 265   | 244   | 261   |